# Grammelkam
Grammelkam ist ein Gemeindeteil der Gemeinde Kumhausen im niederbayerischen Landkreis Landshut.

## Lage
Das Kirchdorf Grammelkam liegt etwa drei Kilometer südlich von Kumhausen an der Bundesstraße 15 im Isar-Inn-Hügelland.

## Geschichte
Grammelkam wurde erstmals im Jahre 820 als Grimboldesheim (Heim des Grimbald) erwähnt. 1285 übergab Konrad von Türkenfeld zwei Höfe in Grammelkam dem Deutschen Orden. 1287 erweiterte er seine Stiftung. 1290 verkaufte ein Verwandter Konrads, Wolfher der Leitner von Moosburg, den Zagelhof in Grammelkam an das Deutsche Haus Gangkofen und legte für 13 Jahre die daraus an seine Mutter zu leistenden Zinszahlungen fest. Damit gehörte Grammelkam der Deutschordenskommende Gangkofen. Im Jahr 1315 ist erstmals die Pfarrkirche St. Peter mit einem Friedhof bei der Bistumsverwaltung am Freisinger Domberg erfasst. 1752 bestand Grammelkam aus drei Anwesen.
Bei der Gemeindebildung 1818/1821 wurde Grammelkam ein Ortsteil der Gemeinde Niederkam im Landgericht Landshut. Am 1. Januar 1971 gelangte es im Zuge der Gebietsreform in Bayern zusammen mit der Gemeinde Niederkam zur neuen Gemeinde Kumhausen (wobei der neue Hauptort ebenfalls auf Grammelkamer Pfarr- und Niederkamer Altgemeindegebiet liegt). 1987 hatte Grammelkam 62 Einwohner.

## Sehenswürdigkeiten
- Pfarrkirche St. Petrus. Die Chorturmkirche ist eine spätromanische Anlage wohl vom Ende des 12. Jahrhunderts. Sie wurde später barock und modern verändert. Die Spitzbogenblenden am Chorturm mit seinem Treppengiebel stammen aus dem 19. Jahrhundert. Der Hochaltar trägt ein Altarblatt von G. Vischer aus dem Jahr 1730.
- Pfarrhaus. Um 1900 in neobarocken Formen erbaut.

## Vereine
- Bergschützen Gramelkam e.V.
- Gartenbauverein Grammelkam-Kumhausen
- K.S.K. Grammelkam/Preisenberg
- SV Kumhausen